# Vicq-d'Auribat

Vicq-d'Auribat este o comună în departamentul Landes din sud-vestul Franței. În 2009 avea o populație de 261 de locuitori.

## Evoluția populației
| An        | 1975 | 1982 | 1990 | 1999 | 2006 | 2009 |
| --------- | ---- | ---- | ---- | ---- | ---- | ---- |
| Populație | 189  | 177  | 190  | 189  | 251  | 261  |